# دیوید والر
دیوید والر (انگلیسی: David Waller؛ ‏ ۲۷ نوامبر ۱۹۲۰ – ۲۳ ژانویهٔ ۱۹۹۷) بازیگر اهل بریتانیا بود.
از فیلم‌ها یا مجموعه‌های تلویزیونی که وی در آن‌ها نقش داشته‌است، می‌توان به خانم مارپل، ادوارد و خانم سیمپسون، باغ اسرارآمیز و بانو جین اشاره نمود.